# 정강지
정강지(鄭康芝, 1943년 10월 5일~)는 대한민국의 은퇴한 축구 선수로 현역 시절 포지션은 공격수이다. 양지 축구단과 서울신탁은행 축구단에서 활동했으며, 대한민국 국가대표로 1978년 아시안 게임에 참가하여 축구 종목 금메달을 획득했다.